# دوغالد س. جاكسون
دوغالد س. جاكسون (بالإنجليزية: Dugald C. Jackson) هو أستاذ جامعي ومخترع أمريكي، ولد في 13 فبراير 1865 في كينيت سكوير في الولايات المتحدة، وتوفي في 1 يوليو 1951.